# Blanton Alspaugh
Blanton Alspaugh (* 1959) ist ein US-amerikanischer Musikproduzent für klassische Musik. Er ist vierfacher Grammy-Preisträger.

## Biografie
Blanton Alspaugh erwarb einen Bachelor in Musikerziehung an der Tennessee Technological University und 1987 einen Mastertitel in Orchesterleitung von der Shepherd School of Music der Rice University in Houston. Ab Mitte der 1990er war er für die technische Bearbeitung von klassischen Aufnahmen zuständig und 1999 trat er der renommierten Produktionsfirma Soundmirror aus Boston bei. Immer öfter übernahm er die Rolle des verantwortlichen Produzenten. Zahlreiche Produktionen von Soundmirror wurden für den wichtigsten US-amerikanischen Musikpreis, den Grammy, nominiert und ausgezeichnet. 2008 wurde Alspaugh selbst als Klassikproduzent des Jahres nominiert, ging aber leer aus. Im Jahr darauf erhielt erstmals ein Werk einen Preis, für das Alspaugh mitverantwortlich zeichnete: Spotless Rose: Hymns to the Virgin Mary vom Phoenix Chorale. 2011 und 2013 wurden zwei weitere von ihm produzierte Werke ausgezeichnet. Von 2010 bis 2012 wurde er drei weitere Male für die persönliche Auszeichnung als bester Klassikproduzent nominiert, bevor er bei den Grammy Awards 2013 schließlich im fünften Anlauf den Preis erhielt.